# Tinka Offereins
Tinka Offereins (Amstelveen, 5 oktober 1993) is een Nederlandse roeister. Zij won in 2023 in de vier zonder stuurvrouw goud bij de wereldkampioenschappen in Belgrado, en in 2024 werd zij in datzelfde nummer Olympisch kampioen.

## Levensloop
In de acht behaalde Offereins medailles op drie achtereenvolgende Europese Kampioenschappen: brons op de EK van 2020 in Poznań, zilver op de EK van 2021 in Varese, en nogmaals brons bij de EK 2022 in München. Bij de daaropvolgende Wereldkampioenschappen in het Tsjechische Račice behaalde Offereins twee maal zilver, zowel in de acht als in de vier zonder.
In 2023 wist Offereins bij de EK in Bled samen met Benthe Boonstra, Marloes Oldenburg en Hermijntje Drenth brons te behalen in de vier-zonder. In september 2023 werd diezelfde ploeg wereldkampioen bij de WK in Belgrado.
Ook op de Olympische Spelen van 2024 in Parijs nam Offereins deel in de vier zonder, in een ongewijzigde samenstelling ten opzichte van de WK van 2023. In een zeer spannende finale wist de vier de gouden medaille te behalen, net voor de Britse ploeg.

## Resultaten

### Olympische Zomerspelen
| Jaar | Plaats | Resultaten        |
| ---- | ------ | ----------------- |
| 2024 | Parijs | in de vier zonder |

### Wereldkampioenschappen
| Jaar | Plaats   | Resultaten        | Teamgenoten                                                              |
| ---- | -------- | ----------------- | ------------------------------------------------------------------------ |
| 2022 | Račice   | in de vier zonder | Boonstra/Oldenburg/Drenth                                                |
| 2022 | Račice   | in de acht        | Boonstra/Youssifou/Oldenburg/De Jong/Drenth/Clevering/Meester/Van Veenen |
| 2023 | Belgrado | in de vier zonder | Boonstra/Oldenburg/Drenth                                                |

### Europese kampioenschappen
| Jaar | Plaats  | Resultaten           | Teamgenoten                                                              |
| ---- | ------- | -------------------- | ------------------------------------------------------------------------ |
| 2020 | Poznań  | in de acht           | Beeres/Damen/Den Besten/Dullemans/Drenth/Jorritsma/Robbers/Fetter        |
| 2021 | Varese  | in de acht           | Beeres/Vos/Den Besten/Oldenburg/Drenth/Jorritsma/Robbers/Fetter          |
| 2022 | München | 5e in de vier-zonder | Boonstra/Oldenburg/Drenth                                                |
| 2022 | München | in de acht           | Boonstra/Youssifou/Oldenburg/De Jong/Drenth/Clevering/Meester/Van Veenen |
| 2023 | Bled    | in de vier-zonder    | Boonstra/Oldenburg/Drenth                                                |
| 2025 | Plovdiv | in de vier-zonder    | Van Aanholt/Vos/Clevering                                                |
| 2025 | Plovdiv | in de acht           | Van Aanholt/Vos/De Kok/Kolkman/Drenth/Sneijders/Clevering/Fetter         |